# Ван дер Гест, Деннис
Деннис ван дер Гест (нидерл. Dennis van der Geest, род. 27 июня 1975, Харлем, Северная Голландия, Нидерланды) — нидерландский дзюдоист, бронзовый призёр олимпийских игр (2004).

## Биография
В 2004 году на летних Олимпийских играх в Афинах в четвертьфинале проиграл итальянскому дзюдоисту Паоло Бианчесси, но в борьбе за третье место победил опытного иранского дзюдоиста Махмуда Мирана и завоевал бронзовую медаль в весовой категории свыше 100 кг.

Его брат Элко также является известным дзюдоистом, неоднократным чемпионом и призёром чемпионатов Европы, с 2009 года выступает за сборную Бельгии.

## Выступления на Олимпиадах
| Олимпиада   | Дисциплина                  | Место    |
| ----------- | --------------------------- | -------- |
| Сидней 2000 | дзюдо, мужчины свыше 100 кг | 9 место  |
| Афины 2004  | дзюдо, мужчины свыше 100 кг | 3 место  |
| Пекин 2008  | дзюдо, мужчины свыше 100 кг | 21 место |